# Ekeberg, Ekeby socken

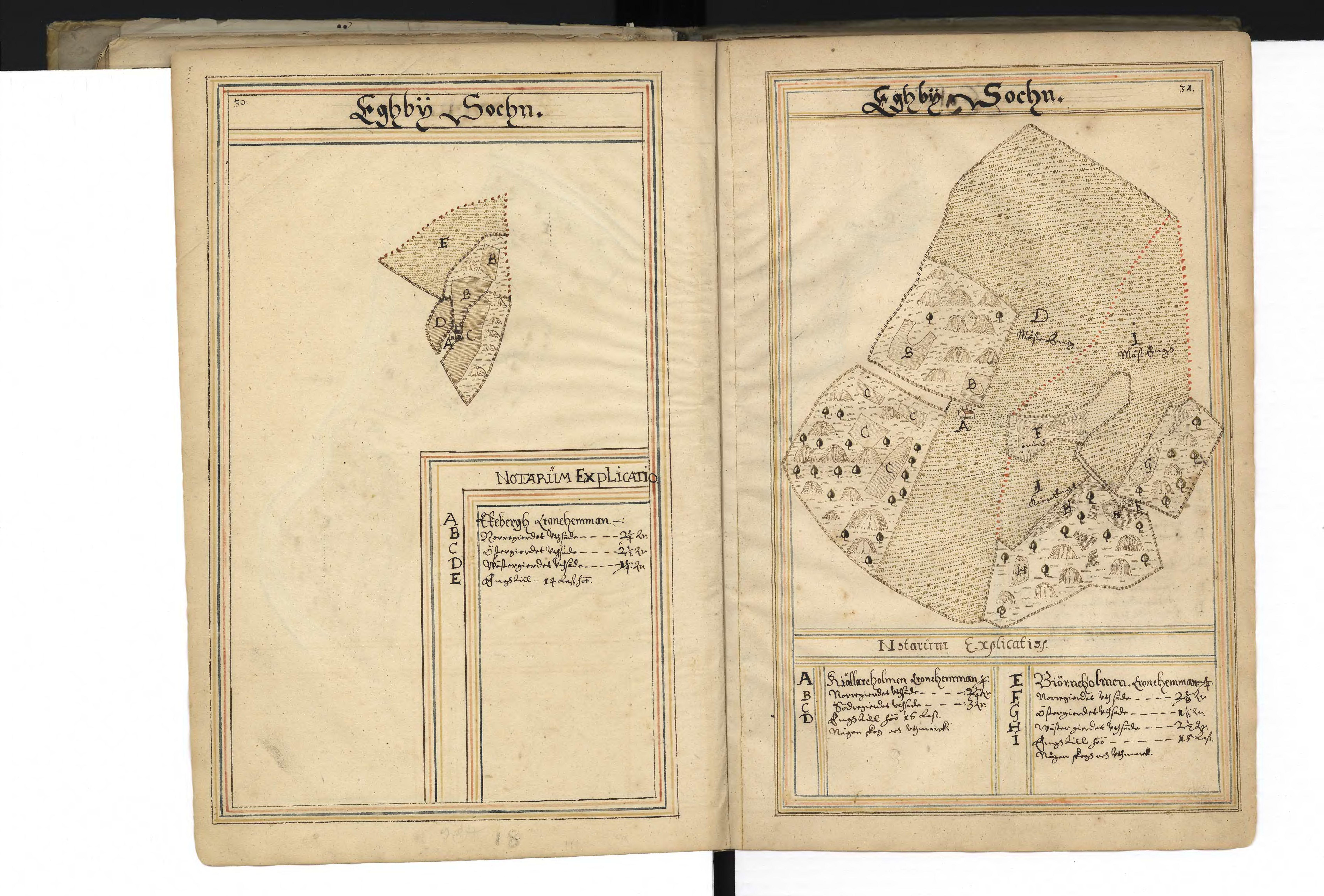
Karta över Ekeberg, år 1638.

Ekeberg var en gård från åtminstone 1600-talet i Ekeby socken, Boxholms kommun.

## Historik
Ekeberg är en gård från åtminstone 1638 i Ekeby socken, Boxholms kommun som bestod av 1⁄4 kronohemman. På ägorna drev under 1900-talet en klädesfabrik som tillverkade herrskjortor. Chef för fabriken var Norman och verkmästare var Lennart Palmér.
Torpmärkningar utfördes på gården 1963.

### Backstugor och torp
På gården har det även funnits ett flertal torp och backstugor vid namn Asplund (Eklunda) och Högarösten (Kristineberg).